# Villa Marulli
Villa Marulli è una delle ville napoletane del Miglio d’oro.
È situata a San Giorgio a Cremano in viale Bernabò.
La villa apparteneva al pittore Luca Giordano e a lui fu donata dal fratello Nicola per fornirgli un luogo di vacanza e riposo dalle fatiche artistiche.
L'ingresso della tenuta affaccia sulla piazza del Pittore. 
Per giungere alla villa vera e propria però bisogna percorrere un lungo viale che attualmente coincide in parte con viale Bernabò.
Nell'ultimo tratto di questo viale è ancora possibile intravedere, tra i rampicanti, alcuni elementi decorativi in pietra lavica che all'epoca dovevano adornare il muro di cinta della tenuta.
Risalenti al Settecento sono anche le due gigantesche palme poste davanti all'ingresso della villa.
La loro grandezza, assieme alla copertura a doppia falda della facciata della villa, crea un singolare effetto scenografico.
La villa versa in stato di incuria e abbandono per cui sono poche le strutture originarie del Settecento che ancora si conservano.
Lungo le scale, per esempio, restano tracce del grande affresco che raffigurava la Madonna ed alcuni santi e davanti all'ingresso della tenuta, in piazza del Pittore, si conserva la cappella gentilizia dedicata alla Madonna del Carmelo che il Giordano fece costruire in occasione della nomina di suo figlio Lorenzo a giudice della Vicaria.
Tuttavia, a causa dei ripetuti interventi di ingrandimento e di restauro, la cappella con il piccolo campanile conserva oggi ben poco dell'originaria struttura barocca. 
Solo all'interno sopravvivono, ai lati dell'altare, due piccole tele dell'epoca attribuite proprio al Giordano e raffiguranti San Giuseppe e San Francesco di Paola.